# 737
737 (DCCXXXVII) je bilo navadno leto, ki se je po julijanskem koledarju začelo na torek.

## Dogodki
- 1. januar

## Smrti
- Teodorik IV., kralj Frankov (* okoli 712)